# ホーボー

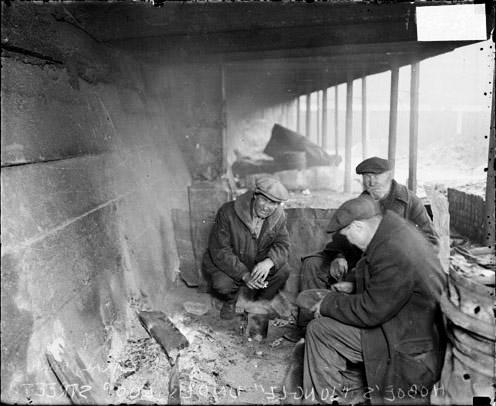
ホーボー

ホーボー（Hobo）は、アメリカで19世紀の終わりから20世紀初頭の世界的な不景気の時代、働きながら方々を渡り歩いた渡り鳥労働者のこと。ホームレスのサブカルチャーの一員。

## 概説

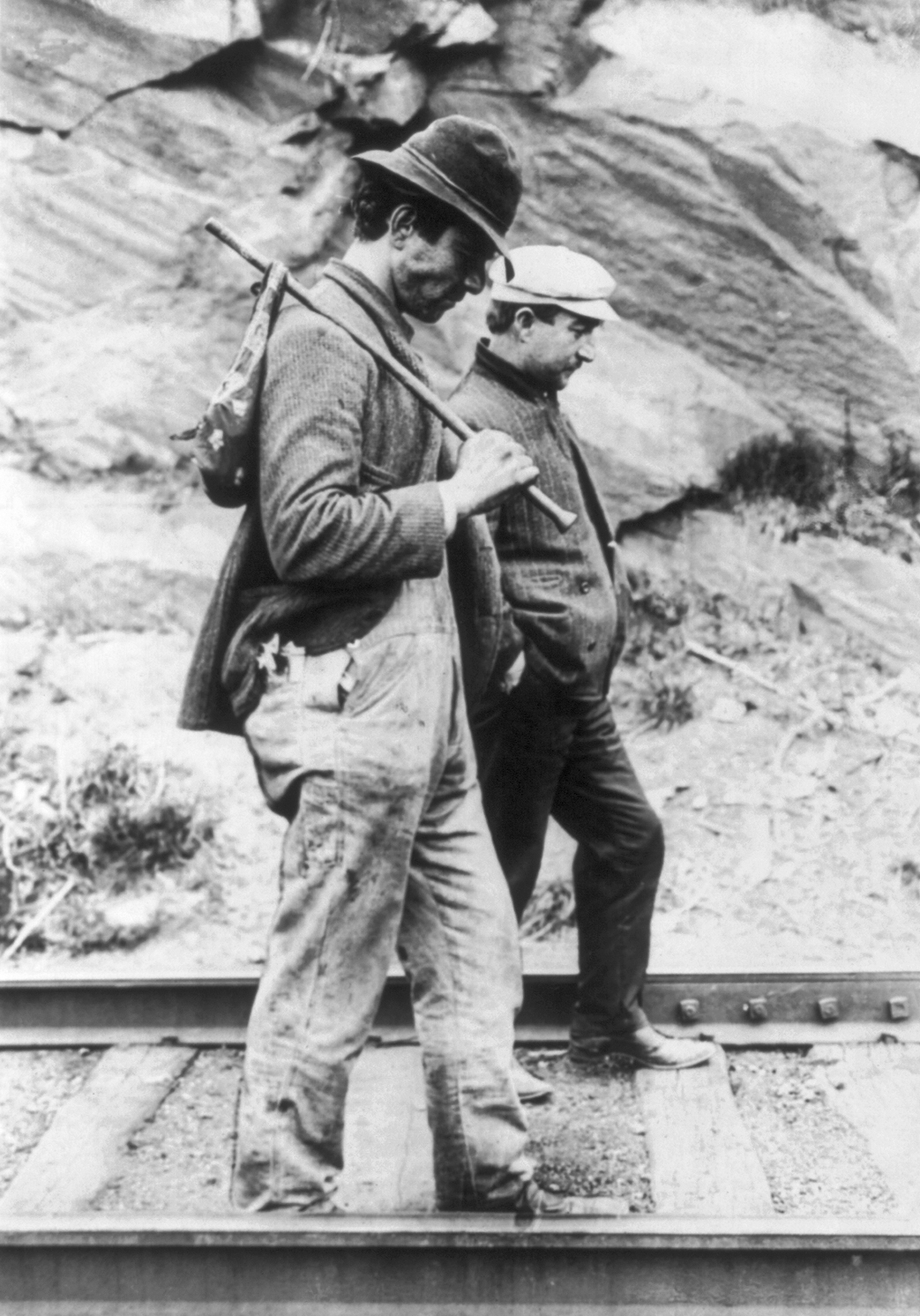
手前の男が担いでいるのがビンドル

鉄道に無賃乗車を決め込みながら、時には追い立てられ、アメリカの自由なフロンティア・スピリットを自らに体現し、文学や音楽の世界で多くの人が彼らに憧れと共感を示した。ウディ・ガスリー、ボブ・ディラン、ポール・サイモン、ティム・バックリィなどフォークをベースにした音楽を作った人たちには、ホーボーを歌った曲、タイトルがある。日本でも川村かおりに「ホーボー・ブルース」、山崎まさよしに「HOBO Walking」という曲がある。佐野元春は「インターナショナル・ホーボーキング」という曲があり一時期自らが率いるバンドを「ホーボーキングバンド」と称していた。
文学上では、ジャック・ロンドンの『ザ・ロード』、ジョン・スタインベックの『二十日鼠と人間』、ドス・パソスの『U.S.A.』、ジャック・ケルアックの『路上（オン・ザ・ロード）』などが有名。なかでもジャック・ケルアックの『路上』は、若者に多くの共感者を見出し、ビート・ジェネレーションという精神的な運動を生み出した。短編小説の名手、オー・ヘンリーの作品のなかにもホーボーを描いたものがある。
映画では、『北国の帝王』（主演：リー・マーヴィン）が、列車の屋根に無賃乗車（トレイン・サーフィン）したホーボーとそれを取り締まる冷酷無慈悲な車掌との対決を描いて、その生活の実際をよく見せている。マーチン・スコセッシ監督の初期作品『明日に処刑を…』は、ホーボーにして政治活動家の女性を主人公とするベン・ライトマンの小説『Sister of the Road』を脚色したものである。
沖仲士の哲学者として有名なエリック・ホッファーも長くホーボーのような生活をしていて、彼の『エリック・ホッファー自伝』にはその生々しい実態が率直に語られている。
ホーボーの生活を体験したシカゴ学派の社会学者、ネルス・アンダーソンに『ホーボー―ホームレスの社会学』がある。
ホーボーと言う言葉が使われ始めたのは1890年代だが、語源は諸説ある。「畑」と言う意味の「Hoe-Boy」、挨拶の「Ho, Boy」や「Homeless Boy」などがある。日本語の「方々」に由来するというのは米国での俗説である（小学館ランダムハウス英和大辞典）。
ホーボーが常用した小型のバッグはビンドルと呼ばれる。原型は棒に大きめの布を結びつけたものであり、総称としてビンドルスティックとも呼ばれた。ビンドルスティッフ（bindlestiff）は、ホーボーと同意語。現代のファッションアイテムホーボーバッグとは異なる。